# براد فرازير
براد فرازير هو كاتب مسرحي وكاتب سيناريو كندي، ولد في 28 يونيو 1959 في إدمونتون في كندا.

## وصلات خارجية
- براد فرازير على موقع IMDb (الإنجليزية)
- براد فرازير على موقع ألو سيني (الفرنسية)
- براد فرازير على موقع أول موفي (الإنجليزية)
- براد فرازير على موقع قاعدة بيانات الفيلم (الإنجليزية)
- براد فرازير على موقع كينوبويسك (الروسية)